# 린다 카이세도
린다 리세트 카이세도 알레그리아(스페인어: Linda Lizeth Caicedo Alegría, 2005년 2월 2일~)는 콜롬비아의 여자 축구 선수로 포지션은 공격수이다. 현재 레알 마드리드 페메니노와 콜롬비아 여자 대표팀 소속으로 활동하고 있다.

## 어린 시절
카이세도는 콜롬비아 바예델카우카주의 칸델라리아에서 태어났다. 5세 때 남자 전용 청소년 축구 아카데미인 레안 후안치토 FC 학교에 등록해 축구를 시작했다. 10살이 되었을 때는 여자 축구팀인 헤네라시오네스 팔미라나스에 입단했다. 그녀는 이 곳에서 콜롬비아 여자 성인팀의 펠리페 타보르다 감독을 만나게 되었다.

## 구단 경력
카이세도는 아메리카 데 칼리 페메니노
에서 14세에 프로 데뷔를 했다. 복부 통증을 느낀 카이세도는 15세였던 2020년 초에 난소암 진단을 받고 종양 제거 수술을 받고 6개월간 화학요법을 받았다. 치료를 마친 후 며칠 동안 훈련을 재개했다.
2023년 2월 24일, 레알 마드리드에 입단하여 구단에서의 첫 시즌에 10번의 출전에서 2골을 기록하고 4개의 어시스트를 기록했다.

## 국가대표팀 경력
14세 때 성인 국가대표에 선발 되었다.
2022년 인도에서 열린 FIFA U-17 여자 월드컵
에서 4골을 기록해 준우승에 공헌하였다.
2023년 FIFA 여자 월드컵 본선 조별리그 대한민국과 경기에서 골을 넣어 승리로 이끌었으며, 카이세도는 이 득점으로 18세 153일의 나이로 마르타에 이어 월드컵에서 득점한 두 번째 최연소 선수가 되었다.
독일과 경기에서도 골을 넣어 승리로 이끌었다. 팀은 역대 최고인 8강까지 진출하였다.

## 수상

### 국가대표팀
콜롬비아 여자 U-17
- FIFA U-17 여자 월드컵 : 준우승 (2022)

### 개인
- 2022 FIFA 여자 U-17 월드컵 실버볼
- 2022 FIFA 여자 U-17 월드컵 브론즈슈